# Sant Miquel de la Pobla de Cérvoles
Sant Miquel de la Pobla de Cérvoles és una església barroca de la Pobla de Cérvoles (Garrigues) inclosa a l'Inventari del Patrimoni Arquitectònic de Catalunya.

## Descripció
És una ermita de planta rectangular de dimensions molt reduïdes. L' accés es fa per la plaça de St. Miquel a través d'una petita escalinata. La façana està datada al segle xviii, té un portal de grans carreus encoixinats, de gust italià. La portada és allindada, amb un escut a la zona central. L'interior està cobert amb volta de canó i arcs torals. Està tot enguixat i destaquen algunes mènsules decoratives de gust barroc i el paviment, de rajola de ceràmica; es troba en mal estat de conservació. La teulada és a dues aigües, modificada al segle xix. Cal fer notar la modificació de la nau que s'aixecà aproximadament mig metre per a evitar el pendent excessiu de la coberta. Exteriorment això és visible pel canvi d'aparell, més desigual en comparació a la resta de l'edifici.

## Història
Construïda al lloc on la tradició pensa que es trobà la imatge de la mare de Déu de la Jonquera. De fet, l'edifici s'aixecà per aquesta devoció, segons consta al document fundacional. Aviat, però, es canvià l'advocació per l'actual. A la façana hi ha un escut datat de 1611. Abans hi havia un retaule dedicat a St. Miquel, avui a la catedral de Tarragona i aquí se'n conserva un còpia de dimensions sensiblement més grans.